# Ascension
Ascension este o insulă vulcanică în Atlanticul de Sud, situată la aproximativ 1600 km de coasta Africii. Este o dependență a teritoriului britanic de peste mări Sfânta Elena, Ascension și Tristan da Cunha situată la 1287 km nord-vest de Sfânta Elena.
Insula Ascension încă nu are un drapel propriu.

## Geografie

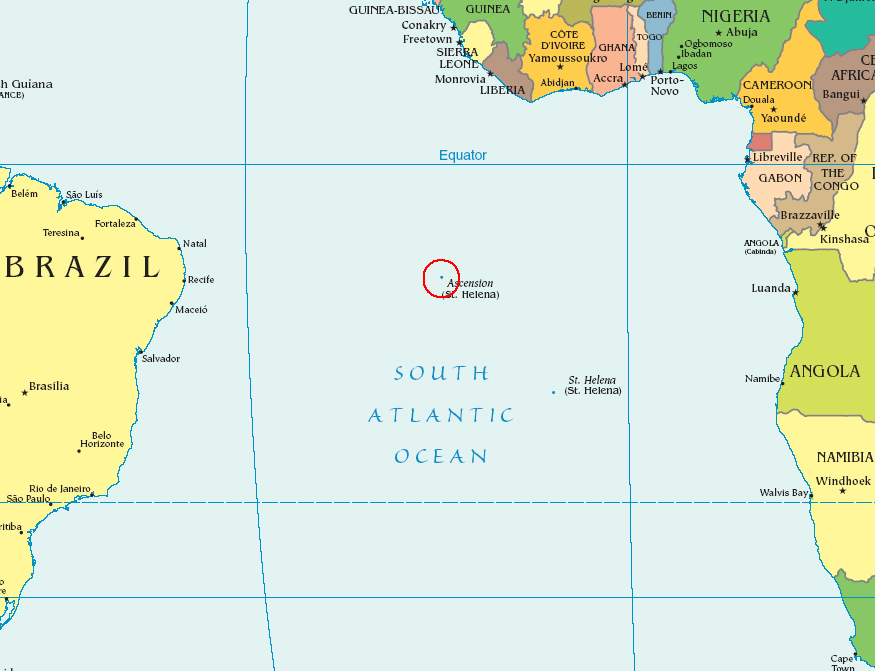
Poziția de insula Ascension în Atlanticul de Sud

Insula are o suprafață de approximativ 91 km². Capitala și cel mai mare oraș de Ascension cu 560 de locuitori este Georgetown. Cel main înalt munte insulei este The Peak cu 859 m.

## Istoric
Insula a fost descoperită pentru prima oară la 25 martie 1501, de navigatorul galician João da Nova. El a numit-o Ilha de Nossa Senora de Conceicao, dar descoperirea lui a fost uitată. Insula a fost descoperită pentru a doua oară la 20 mai 1503, de navigatorul portughez Afonso de Albuquerque. El a dat insulei numele Assunção, pentru că era ziua de Înălțarea Domnului (in portugheză Ascensão de Jesus) când a descoperit insula.
În 1815, Marina regală britanică (Royal Navy) a ocupat insula Ascension ca să contracareze eventualele încercări de eliberare ale lui Napoleon I, care fusese exilat pe insula Sfânta Elena. Insula Ascension a fost transformată într-o fortificație.
În 1836, Charles Darwin a vizitat insula în cursul expediției sale cu HMS Beagle. Darwin a descris insula Ascension ca pe o insulă aridă, fără copaci.

## Demografie
Pe insula Ascension trăiesc approximativ 880 de oameni. 696 dintre ei vin din insula Sfânta Elena, 106 din Marea Britania, 70 din Statele Unite ale Americii și 12 au altă cetățenie.
Pe Ascension există cinci așezări:
- Georgetown (cel mai mare oraș și capitala insulei)
- Two Boats (orășel)
- Cat Hill (baza militară americană)
- Traveller's Hill (baza militară de Royal Air Force)
- Wideawake Airfield (stație de Royal Air Force)

Insula este cunoscută pentru baza militară Wideawake, o facilitate operată în mod comun de armatele britanice și americane. Pe insulă se află una dintre cele cinci antene terestre (celelalte patru se află în Kwajalein, Diego Garcia, Colorado Springs și Hawaii) utilizate de sistemul de poziționare terestră GPS.